# Sophira philippinensis
Sophira philippinensis är en tvåvingeart som beskrevs av Hardy 1974. Sophira philippinensis ingår i släktet Sophira och familjen borrflugor. Inga underarter finns listade i Catalogue of Life.